# Lijst van postulatoren van Petrus Donders
Dit is de Lijst van postulatoren van Petrus Donders (1809-1887) vanaf zijn overlijden tot heden. 
De postulator causae (ook wel: vice-postulator) bepleit op lokaal niveau de canonisatie van een kandidaat-heilige, dus vanuit een betrokken bisdom. Dit zijn tegenwoordig niet meer per se geestelijken. Onderstaande paters zijn allen aangesloten bij de orde der redemptoristen, gelijk de kandidaat pater Donders. De jaartallen zijn "vanaf"-jaren. Noot: In Paramaribo was niet alle jaren een postulator actief.
Postulator causae te 's-Hertogenbosch
- 1899	pater 	Piet van Bergen
- 1914	pater 	Henri Mosmans
- 1937	pater 	Marien van Grinsven (1885-1950)
- 1950	pater 	Francesco de Witte
- 1975	pater 	Jan Dankelman (1914-1989)
- 1989	pater 	Ignaz Dekkers (1929-2013)
- 2012	mevr. 	Claudia Peters

Postulator causae te Paramaribo
- 1922	pater 	J. van de Walle (1912-2000)
- 1951	pater	N. Govers (1879-1957)
- 1979	pater 	Bas Mulder (1931-2020)
- 2009	pater 	Ronaldo di Phari, samen met Mgr. De Bekker (1939)
- 2012	dhr.   Edgar Amanh (1946)

Generale Postulator te Rome
- 1913	pater 	Claudius Benedetti
- 1922	pater	Benedictus d'Oratio
- 1976	pater	Nicola Ferrante
- 2009	pater 	Antonio Marrazzo

Promotor Fidei te Rome
- 1973	pater 	Giulio Dante

(Deze functie is in 1982 afgeschaft en speelde dus geen rol meer in het zaligverklaringsproces)